# Jack Standen
James E. „Jack“ Standen (* 1909; † 18. Juni 2003 in Birrong) war ein australischer Bahnradsportler.
1928 startete Jack Standen bei den Olympischen Sommerspielen in Amsterdam im Sprint und schied im Viertelfinale aus. Bei den Bahn-Weltmeisterschaften im selben Jahr in Budapest belegte er Platz drei im Sprint der Amateure.
1929 wurde Standen Profi. 1932 nahm er am Sechstagerennen von Brisbane teil und gewann gemeinsam mit Richard-William Lamb.